# Gare d'Avernas
La gare d’Avernas est une ancienne gare ferroviaire belge de la ligne 127, de Landen à Statte, située à Avernas-le-Bauduin, section de la ville de Hannut, dans la Province de Liège en Région wallonne.

## Situation ferroviaire
La gare d’Avernas était située au point kilométrique (pk) 5,50 de la ligne 127, de Landen à Statte entre la halte de Wamont et le point d’arrêt de Bertrée.

## Histoire
La ligne de Landen à Statte, construite par la Société anonyme du chemin de fer Hesbaye-Condroz, est inaugurée par les Chemins de fer de l'État belge le 22 novembre 1875. Bâtie dans une courbe à proximité du passage à niveau de la route d'Orsmael, elle se trouve à relative distance du village d’Avernas-le-Bauduin et possède une cour à marchandises.
La SNCB créera en 1934 le point d’arrêt de Bertrée, à 800 m de la gare d’Avernas. Cet arrêt était également plus proche d’Avernas.
La ligne ferme aux voyageurs en 1963 et les trains de marchandises cessent de rouler entre Landen et Hannut à partir de 1964. Le bâtiment de la gare est démoli la même année. Les rails restent entretenus par l'armée jusqu’en 1992 afin de pouvoir réutiliser cette ligne pour des raisons stratégiques. Elle est par la suite démantelée.
Un RAVeL a été créé, entre Landen et Huccorgne. L'ancien passage à niveau sur la grande route (rue de Landen) a été sécurisé avec une chicane et des clôtures.

## Patrimoine ferroviaire
Le bâtiment des recettes, démoli en 1964, correspondait au type standard de la compagnie Hesbaye-Condroz. Réalisé entièrement en briques, il comportait un corps de logis à deux étages de largeur importante (trois travées) avec une seule travée latérale sous toit en bâtière transversale, ainsi qu'une aile longitudinale de cinq travées latérales. Contrairement à de nombreuses constructions identiques des lignes 127 et 126 — dont celui de la gare de Braives toujours présent en 2022 — il n'a pas fait l'objet d'agrandissements substantiels.
À côté de ce bâtiment de style fonctionnel se trouvait une halle aux marchandises, également disparue.